# Koma Dengê Azadî
Koma Dengê Azadî (auf Deutsch Stimme der Freiheit) war eine der beliebtesten kurdischen Musikgruppen in der Türkei. Die Gruppe wurde im Jahr 1990 in Istanbul gegründet und wurde im Laufe der nächsten zehn Jahre zu einer der bedeutendsten und erfolgreichsten kurdischen Musikgruppen.

## Musikstil
Die Musikrichtung der Koma Dengê Azadî und anderer kurdischen Musikbands, die in den 1990er Jahren entstanden sind, war was völlig Neues für die kurdische Musikszene. Sie haben die authentischen kurdischen Volkslieder in einer modernen westlichen Form neu interpretiert und damit vor allem die jugendlichen Kurden sowie Türken begeistert.

## Diskografie

### Alben
- 1991: Hêvî (Hoffnung)
- 1993: Em Azadîxwaz in (Wir sind Freiheitsliebende)
- 1995: Welatê min/Roj wê bê (Meine Heimat)
- 1998: Fedî (Scham)

### Singles (Auswahl)
- 1998: Dera Sorê
- 1998: Ez Xelef Im